# 横溪镇 (宁波市)
横溪镇，是中华人民共和国浙江省宁波市鄞州区下辖的一个乡镇级行政单位。因驻地横溪而得名:136

## 历史
唐朝时属鄮县，宋、元、明、清时属鄞县丰乐乡，民国时称丰乐乡、丰南乡、亭溪乡，1950年5月设横溪镇、梅岭乡，8月设横溪区、大岙乡、道成乡，1956年6月大岙乡、道成乡合并为金峨乡，1958年10月改为红旗（横溪）人民公杜横溪、金峨、梅岭、梅山4个管理区，1961年6月改为横溪公社、金峨公社、梅岭公社，9月属横溪区，1980年8月恢复横溪镇，1983年6月恢复金峨乡、梅岭乡，1992年5月撤销横溪区，金峨乡、梅岭乡并入横溪镇:136。

## 行政区划
横溪镇下辖以下地区：
横溪社区、丰乐社区、周夹村、栎斜村、吴徐村、金山村、大岙村、上任村、金峨村、横溪村、金溪村、梅山村、梅岭村、梅溪村、梅福村、道成岙村和杨山村。